# Palácio do Povo
El Palácio do Povo (el palau de les persones), anteriorment conegut com el Palácio Governador (el palau del governador) és un edifici localitzat a prop d'una petita muntanya a l'est de Mindelo, a Cap Verd. Va ser construït per Mindelo Infos. S'entra per la Rua Unidade Africana. L'edifici té una arquitectura colonial amb una façana amb columnes. Va ser construït amb dos pisos i l'estat de conservació és bo. L'estil arquitectònic rep influències de l'arquitectura índia. Les seves parets són de color rosa. Un petit jardí envolta l'edifici.